# 夕刊ですKHB
『夕刊ですKHB』（ゆうかんですケイエイチビー）は、東日本放送で1983年4月4日から1990年3月30日まで放送されていた平日夕方のローカルワイドニュース番組である。

## 概要
夕方に放送されていた『KHBニュース』のタイトルを変更する形で放送開始。

## 放送時間
- 1983年4月4日[1] - : 月曜 - 金曜 18:10 - 18:25（15分）
- 1989年10月2日 - 1990年3月30日 : 月曜 - 金曜 18:30 - 19:00（30分）